# 15452 Ibramohammed
15452 Ibramohammed eller 1998 XL52 är en asteroid i huvudbältet som upptäcktes den 14 december 1998 av LINEAR i Socorro County, New Mexico. Den är uppkallad efter Ibraheem Maqsood Mohammed.
Asteroiden har en diameter på ungefär 5 kilometer.